# David Goodall
David William Goodall (Londra, 4 aprile 1914 – Liestal, 10 maggio 2018) è stato un botanico britannico naturalizzato australiano. Fu influente nello sviluppo iniziale dell'uso di metodi statistici nello studio delle comunità vegetali. Lavorò come ricercatore e professore in Inghilterra, Australia, Ghana e Stati Uniti d'America. Fu redattore capo della serie in trenta volumi Ecosystems of the World e autore di oltre cento pubblicazioni. Ancora attivo oltre i cento anni, era noto per l'essere il più anziano scienziato in attività in Australia. Sostenitore della legalizzazione del suicidio assistito, concluse la propria esistenza in Svizzera tramite tale pratica all'età di 104 anni.

## Biografia

### Primi anni di vita e formazione
David William Goodall nacque a Edmonton, Londra, il 4 aprile 1914 da Henry William e Isabel Blanche (nata Harlow). Fu educato alla Stationers Company's School e alla St Paul's School di Londra dove, dopo essersi interessato alla chimica, si affezionò alla biologia. Goodall completò il suo corso di laurea in scienze biologiche nel 1935, seguito da un dottorato di ricerca in botanica conseguito nel 1942 presso l'Imperial College of Science and Technology di Londra dove fu guidato da Frederick Gugenheim Gregory. La sua ricerca di dottorato venne condotta presso la stazione di ricerca East Mallingnel Kent sull'assimilazione nella pianta di pomodoro. Goodall dichiarò che non gli fu permesso di unirsi alle forze di difesa durante la seconda guerra mondiale mentre studiava per il dottorato. Venne infatti sottoposto a un esame medico per la Royal Navy ma non appena il suo capo sentì parlare di questo rifiutò di rinunciare a qualcuno dei suoi ricercatori sostenendo che erano "molto più importanti per il mondo agricolo che allo sforzo bellico".

### Ricerca e carriera
Nel 1948 Goodall si trasferì in Australia per diventare docente di botanica all'Università di Melbourne. Dal 1952 al 1954 lavorò come lettore in botanica presso l'allora University College of the Gold Coast - oggi Università del Ghana - dove lavorò anche nell'industria del cacao. Nel 1953 conseguì un dottorato di ricerca in scienze all'Università di Melbourne. Tornò poi in Inghilterra per assumere l'incarico professore di botanica agricola presso l'Università di Reading, incarico che ricoprì dal 1954 al 1956. Dal 1956 al 1967 fu scienziato ricercatore in varie divisioni della Commonwealth Scientific and Industrial Research Organisation in Australia. Si trasferì poi negli Stati Uniti d'America dove fu professore di biologia all'Università della California a Irvine dal 1967 al 1968 e professore di ecologia dei sistemi presso l'Università statale dello Utah dal 1968 al 1974. Tornò quindi in Australia dove si affiliò nuovamente al Commonwealth Scientific and Industrial Research Organisation presso il quale lavorò fino al pensionamento avvenuto nel 1979.
Dopo essersi ritirato, Goodall continuò a collaborare con il Commonwealth Scientific and Industrial Research Organisation fino al 1998 come ricercatore onorario nella divisione "natura ed ecologia". Nel 1998 divenne ricercatore associato onorario presso il Center for Ecosystem Management presso l'Università Edith Cowan di Perth. Nel corso della sua carriera, Goodall supervisionò quattro studenti di dottorato e dieci di master e anche in pensione operò nei consigli di redazione di diverse riviste scientifiche tra le quali Vegetatio e Annual Review of Ecology and Systematics.
Goodall era noto per i suoi contributi alla fisiologia vegetale e all'analisi statistica ecologica. Il botanico David Ashton gli attribuì il merito di aver fornito "uno stimolo enorme" alla ricerca sulla fisiologia nutrizionale successiva alla seconda guerra mondiale. Con una serie di articoli pubblicati negli anni '50 e anni '60 intitolati "Metodi oggettivi per la classificazione della vegetazione", contribuì a trasformare l'ecologia delle piante da una scienza descrittiva soggettiva in una più quantitativa e ripetibile. Nel 1954 fu il primo ad applicare l'analisi fattoriale all'ecologia della comunità, un processo che chiamò ordinazione, e che è ora un termine ampiamente usato nella letteratura. Alla fine degli anni '60 co-fondò e diresse il progetto Desert Biome dell'International Biological Programme, dove organizzò modelli di simulazione di processi come la desertificazione e il sovrapascolamento su terre aride.
Nel 2016 l'Università Edith Cowan di Perth, vista la sua veneranda età e non essendo più in grado di recarsi nel suo vecchio ufficio nel campus universitario, gli propose di lavorare da casa e di partecipare solo agli incontri pre-organizzati presso l'ateneo. Goodall dichiarò che gli piaceva parlare con i colleghi nel corridoio del suo ufficio e che aveva pochi contatti sociali altrove a Perth. Sua figlia avvertì che la mossa avrebbe avuto un impatto drammatico sul suo senso di indipendenza e sul suo benessere mentale e dichiarò: "Non so se sarebbe sopravvissuto". Questa decisione causò un putiferio e l'università trovò un compromesso trasferendolo in un nuovo ufficio nel suo campus a Mount Lawley, significativamente più vicino alla sua abitazione.
Nel dicembre del 2016, Goodall era ancora attivo presso l'Università Edith Cowan di Perth ed era ancora redattore capo della serie Ecosystems of the World. A quel tempo, si pensava che fosse lo scienziato più anziano che ancora lavorava in Australia. Goodall era stato redattore capo della serie in trenta volumi Ecosystems of the World dal suo avvio nel 1972, fino al suo completamento nel 2005. All'età di 103 anni, Goodall era ancora attivo nel suo campo, redigendo documenti sull'ecologia.

### Vita personale
David Goodall si sposò tre volte ed ebbe quattro figli e dodici nipoti. Durante la sua lunga vita notò che la genetica era probabilmente un fattore importante nella longevità ma esortò "a rimanere in vita, a mantenersi attivi". Fino all'età di 90 anni giocò a tennis. Era inoltre poeta e attore dilettante, esibendosi con un gruppo teatrale di Perth.

### Morte
Goodall era un sostenitore della legalizzazione del suicidio assistito e fu membro di Exit International per oltre vent'anni. La sua morte avvenuta nel 2018, all'età di 104 anni avvenne proprio per suicidio assistito.
Il 30 aprile 2018 annunciò la sua volontà di porre fine alla propria vita il mese seguente con l'aiuto di medici in Svizzera. I sostenitori dell'eutanasia affermarono che la sua qualità di vita si era deteriorata e che aveva espresso pubblicamente il rammarico di vivere in un'età così avanzata.
I biglietti aerei per l'Europa per lui e per il suo assistente vennero finanziati tramite crowdfunding sul sito web GoFundMe dove 376 donatori superarono l'obiettivo di 20000 dollari. Dichiarò: "Non voglio andare in Svizzera, anche se è un bel paese, ma devo farlo per avere l'opportunità di un suicidio che il sistema australiano non consente, mi sento molto risentito. [La mia famiglia comprende] quanto sia insoddisfacente la mia vita qui, insoddisfacente sotto tutti gli aspetti. Prima si finisce e meglio è... La mia sensazione è che una persona anziana come me dovrebbe avere pieno diritto alla cittadinanza incluso il diritto di suicidio assistito".
Goodall viaggiò prima in Francia, per visitare alcuni famigliari, e poi a Liestal, in Svizzera, dove due medici lo autorizzarono a procedere con il suicidio assistito, sebbene non fosse malato terminale. In Svizzera, Exit International organizzò una conferenza stampa durante la quale Goodall rispose alle domande dei giornalisti e cantò le prime righe del quarto movimento della 9ª sinfonia di Beethoven, basato sul poema Inno alla gioia di Friedrich Schiller.
Goodall concluse la sua vita alle 12.40 del 10 maggio ascoltando la 9ª sinfonia di Beethoven e dopo aver mangiato fish and chips e una cheesecake. Circondato dalla sua famiglia azionò un interruttore che mise in moto l'iniezione letale di pentobarbital. La sua salma venne poi cremata.

## Premi e riconoscimenti
Nel 1990 ricevette una laurea honoris causa dall'Università degli Studi di Trieste. Fu membro di 14 società scientifiche e ricevette il Distinguished Statistical Ecologist Award dall'Associazione internazionale per l'ecologia nel 1994 e la medaglia d'oro della Australian Ecological Society nel 2008. Nel 1997 venne nominato membro onorario dell'Associazione internazionale per la scienza della vegetazione (IAVS), il massimo riconoscimento dell'organizzazione. Goodall compì cento anni nel 2014 e in quell'anno gli venne dedicato un libro di pubblicazioni scientifiche organizzato dall'IAVS. L'anno seguente, Goodall venne premiato in un numero speciale della rivista Plant Ecology.

## Opere
- Some considerations in the use of point quadrats for the analysis of vegetation. Australian Journal of Scientific Research. Ser. B: Biological Sciences, 5 (1): 1-41. 1952. PMID 14934631
- A probabilistic similarity index. Nature. 203 (4949): 1098–1098.
- Classification, probability, and utility. Nature. 211 (5044): 53–54.
- Hypothesis-testing in classification. Nature. 211 (5046): 329–330.
- Numerical taxonomy of bacteria – some published data re-examined. Journal of General Microbiology. 42 (1): 25–37.
- The distribution of the matching coefficient. Biometrics. 23 (4): 647.
- Ecosystems of the World.
- Identification of unknowns within a probabilistic system: The diagnostic value of attributes. Natural Sciences. 23 (6): 148.